# ちちんぷいぷい (テレビドラマ)
『ちちんぷいぷい』は、日本テレビ系列で1977年4月8日から1977年9月30日まで「金曜劇場」（毎週金曜日21:00 - 21:54）にて放映されたテレビドラマ。

## 概要
香取信也はある大学病院の第一線で活躍し、すでにその将来を嘱望されている心臓外科医。信也は週に1回、横浜の下町にある個人病院、中原医院を訪ねている。そこは3年前に亡くなった信也の妻の実家であり、7歳になる一人娘のあかねは中原医院の院長の干城に養子として預けられ、信也の義妹の節子らがあかねの面倒をみていた。ある日、信也は病院の教授から岡山医科大学の講師に自分を推薦することになったことを伝えられる。一方干城からも、自らの体力と健康の問題から信也に自分の医院を手伝ってほしいことを申し出られたが、信也の栄転を知って干城は諦めることに。ところがそんな折、信也は干城が往診の途中で脳卒中で倒れたことを知る…。
現代の人間愛を青年医師の生き方を通して、川崎病の問題などを織り込みながら描いた。
主演の加藤剛は、本作の役作りのためにヒゲを8か月ぶりに剃った。

## 出演
- 香取信也：加藤剛
- 中原干城：宇野重吉
- 中原あかね：斎藤ゆかり
- 中原節子：音無美紀子
- 中原玲子（四女）：林美樹
- 光枝（中原医院看護師）：友里千賀子
- 文江（中原医院看護師）：中村たつ
- 木下洋一：山田隆夫
- 木下（洋一の父）：中野力永
- 静子：長山藍子
- 純（静子の息子）：佐藤たくみ
- 北村孝雄：近藤洋介
- 石黒良太：森田健作
- 博子：加茂さくら
- 武田（タクシー運転手）：由利徹
- みち（喫茶店のママ）：三ツ矢歌子
- 高浦教授：永井智雄

### ゲスト
- 文造：稲川善一（第6話）
- 文造の弟：梅野泰靖（第6話）
- 菊子（文造の妻）：楠侑子（第6話）
- 菅野：横森久（第14話）
- 夏子：吉沢京子（第15話）
  - 2年前、船橋の病院で准看護師として信也と一緒に勤務していた。
- ケン（プロボクサー）：南条弘二（第15話）
- 安田志保：高田敏江（第18話）
- 安田智子（志保の娘）：丸山秀美（第18話）
- 幸江：岩本多代（第20話）
- 西塚：長門裕之（第21話）
  - 信也の高校時代の英語教師。
- 西塚俊子（西塚の娘）：佐藤万理（第21話）
- フニ：浦辺粂子（第22話）
- 榊：下條正巳（第24話）
  - 北海道・オクシベツ村の老医師。インターン時代の信也が診療所を手伝っていた。
- 山本：花沢徳衛（第24話）
  - オクシベツ村の村長。

## スタッフ
- 脚本：国弘威雄、岡本克己、布勢博一、野波静雄、松原敏春、森﨑東、佐々木守
- 演出：波多腰晋二、矢野義幸、新沢浩、梅谷茂
- 音楽：渡辺岳夫
- 医療指導：久保田三郎（稲田登戸病院）[2]
- 制作：日本テレビ

## 放送日程
| 話数 | 放送日        | サブタイトル             | 脚本               | 演出       |
| ---- | ------------- | ------------------------ | ------------------ | ---------- |
| 1    | 1977年4月8日  | ある日突然!              | 国弘威雄、布勢博一 | 波多腰晋二 |
| 2    | 1977年4月15日 | 今のままでは?!           | 岡本克己、布勢博一 | 波多腰晋二 |
| 3    | 1977年4月22日 | 青春の傷みを背負って     | 岡本克己、布勢博一 | 波多腰晋二 |
| 4    | 1977年4月29日 | あの子の心臓に何が?!     | 布勢博一           | 矢野義幸   |
| 5    | 1977年5月6日  | 揺れ動く母の心!!         | 野波静雄           | 新沢浩     |
| 6    | 1977年5月13日 | 真実を伝えることか?!     | 野波静雄           | 新沢浩     |
| 7    | 1977年5月20日 | 母思う子に今何を…        | 野波静雄           | 新沢浩     |
| 8    | 1977年5月27日 | この子の生命は私が…      | 野波静雄           | 新沢浩     |
| 9    | 1977年6月3日  | あの人が好きなのでは？   | 布勢博一           | 矢野義幸   |
| 10   | 1977年6月10日 | 再婚するってホント?!     | 布勢博一           | 矢野義幸   |
| 11   | 1977年6月17日 | 張切りすぎて水さされ?!   | 布勢博一           | 矢野義幸   |
| 12   | 1977年6月24日 | 娘ごころの夢に賭け！     | 布勢博一           | 矢野義幸   |
| 13   | 1977年7月1日  | 何であの二人が一緒に?!   | 布勢博一           | 矢野義幸   |
| 14   | 1977年7月8日  | 母の願いがいま遂に       | 布勢博一           | 矢野義幸   |
| 15   | 1977年7月15日 | もう一度太陽に向って！   | 布勢博一           | 矢野義幸   |
| 16   | 1977年7月22日 | 君の一番したいことは何?! | 布勢博一           | 矢野義幸   |
| 17   | 1977年7月29日 | 手術の中で見た夢は?!     | 布勢博一           | 矢野義幸   |
| 18   | 1977年8月5日  | 彼が選んだその道は?!     | 松原敏春           | 新沢浩     |
| 19   | 1977年8月12日 | この手に再びあのメスを   | 布勢博一           | 新沢浩     |
| 20   | 1977年8月19日 | 人間、本音を吐くときは?! | 森崎東             | 新沢浩     |
| 21   | 1977年8月26日 | 夢をかなえて死ねるなら…  | 布勢博一           | 矢野義幸   |
| 22   | 1977年9月9日  | 切ない女心を初めて…      | 佐々木守           | 梅谷茂     |
| 23   | 1977年9月16日 | 本当の私は医者では…      | 布勢博一           | 矢野義幸   |
| 24   | 1977年9月23日 | まさか山奥の医者に!?     | 布勢博一           | 矢野義幸   |
| 25   | 1977年9月30日 | そこに愛と別れが…        | 布勢博一           | 矢野義幸   |